# Melocactus zehntneri
Melocactus zehntneri, conocida comúnmente como cactus melón o gorro turco, es una especie de planta suculenta perteneciente al género Melocactus, dentro de la familia Cactaceae. Es endémica del noreste de Brasil, especialmente en los estados de Pernambuco y Alagoas, y es una de las especies más comunes de este género. Se caracteriza por su cefalio, una estructura apical cubierta de lana y espinas de color naranja o rojo.
Esta planta crece en suelos áridos y pobres, y ha sido valorada tanto por su belleza ornamental como por sus aplicaciones en la medicina popular y en prácticas místico-religiosas. Su fruto, rico en agua, se consume en conservas y compotas, y la planta se asocia a creencias protectoras contra influencias negativas, como el «mal de ojo».
Resistente a la sequía, este cactus requiere cuidados específicos como un control adecuado del riego y exposición moderada a la luz solar. Desde el punto de vista científico, ha generado interés por su contenido en compuestos bioactivos, como alcaloides y terpenoides, con posibles aplicaciones medicinales. Además, su capacidad para almacenar agua y su resistencia al clima extremo le permiten desempeñar un papel importante en la conservación de los ecosistemas semiáridos.
M. zehntneri está clasificada por la UICN como una especie bajo preocupación menor, debido a su amplia distribución y la presencia de numerosas subpoblaciones.

## Descripción
Melocactus zehntneri es una especie de cactus que crece de manera solitaria. Puede alcanzar alturas que varían entre 11 y 48 cm y diámetros de 9 a 25 cm. La forma de sus tallos muestra una gran variabilidad, desde formas deprimidas-globosas o esféricas hasta cilíndricas. Estos tallos están fuertemente ribeteados de manera longitudinal, y la epidermis presenta una amplia gama de tonos verdes, a menudo glaucos (gris azulado), lo que le confiere una apariencia distintiva.
Este cactus presenta de 10 a 22 costillas, aunque en raras ocasiones puede llegar hasta 19. Las costillas son puntiagudas y agudas. Sobre ellas se disponen areolas separadas entre 1,2 y 2 cm de distancia. Las espinas varían en tamaño, color y forma. Generalmente, son robustas, de color amarillo, marrón o rojizo, con una capa gris en su superficie. Las puntas son oscuras y algunas espinas, especialmente en las plántulas, pueden tener forma de gancho.
En cada areola se distinguen entre 1 y 4 espinas centrales, si bien en ocasiones pueden faltar. Estas espinas se curvan hacia arriba y alcanzan longitudes de entre 1,5 y 2,5 cm, y en algunos casos pueden medir hasta 4,5 cm. Además, existen entre 7 y 11 espinas radiales, que pueden curvarse débil o fuertemente hacia atrás. Estas miden entre 1,9 y 3 cm de largo, y algunas también pueden llegar hasta 4,5 cm. Las espinas más largas se localizan en la parte inferior de la planta.

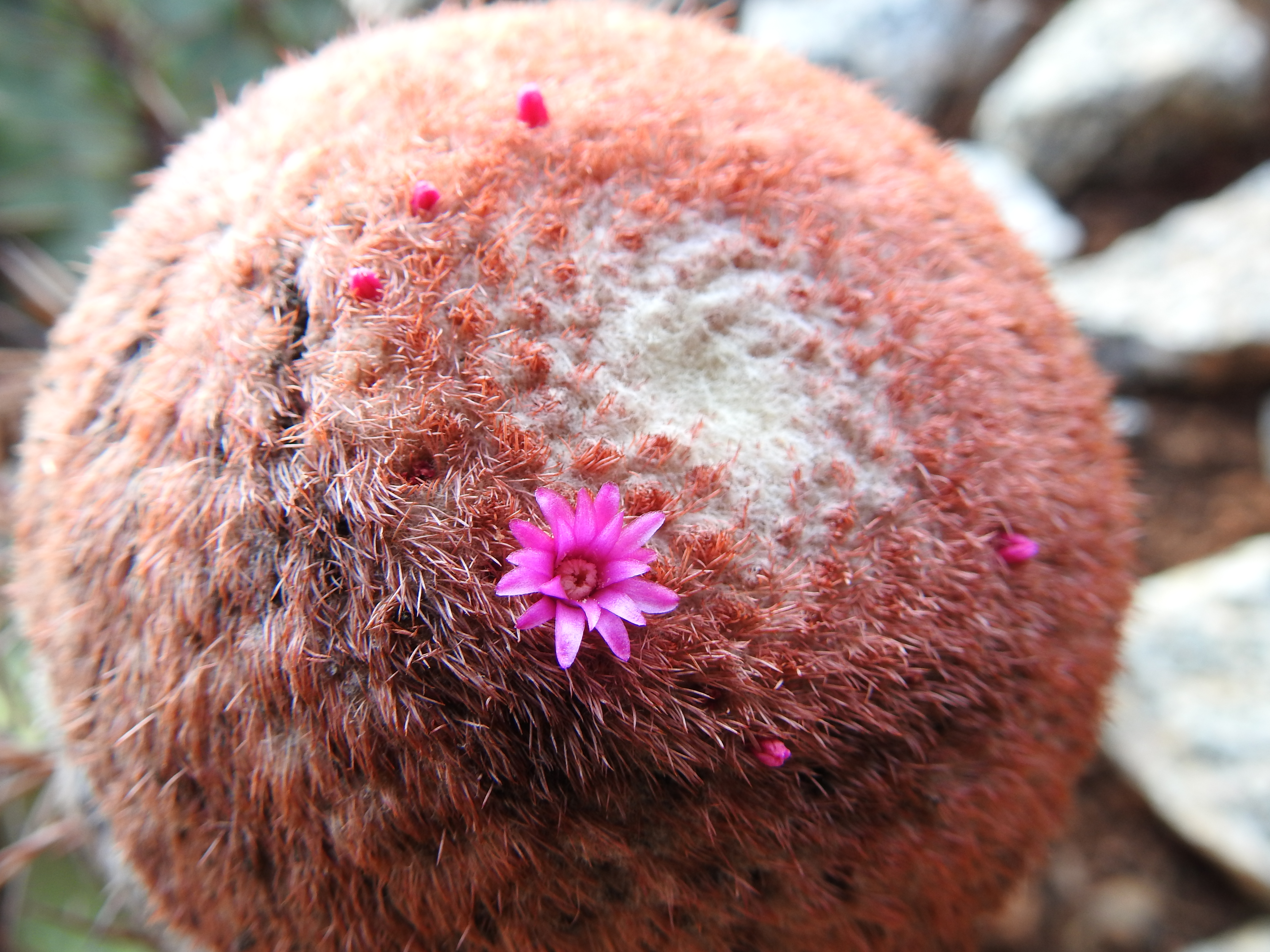
Detalle de la flor en el cefalio

En el ápice de las plantas adultas, se forma una estructura lanosa conocida como cefalio, similar a la de los cactus del género Discocactus. Este cefalio puede medir entre 6 y 11 cm de altura (o más) y entre 6 y 10 cm de diámetro. Está compuesto por lana blanca o cremosa, que puede ser abundante o escasa, junto con espinas finas y densas, de color rosa pálido a rojo.
Las flores son pequeñas y poseen colores que van desde el rosa pálido hasta el púrpura. Miden entre 1,5 y 2,5 cm de largo y entre 0,4 y 1,3 cm de diámetro. Tienen la capacidad de autopolinizarse y crecen en la parte superior del cefalio, en una posición más o menos expuesta, aunque sin sobresalir demasiado de la estructura lanosa.
Los frutos tienen una coloración que varía entre blanco y rosa-lila profundo. Presentan una forma claviforme y miden entre 1,2 y 2 cm de largo, con un diámetro de entre 0,4 y 0,8 cm. En su interior, se encuentran las semillas, que son ovaladas y tienen una superficie notablemente tuberculada en el extremo opuesto al hilum. Las semillas miden entre 1,2 y 1,3 mm de largo y entre 1 y 1,1 mm de ancho. Esta especie es diploide, con un número de cromosomas de 2n = 44.

## Distribución y hábitat
El área de distribución nativa de Melocactus zehntneri se localiza en el noreste de Brasil, específicamente en los estados de Bahía, Piauí, Pernambuco, Alagoas, Sergipe, Maranhão, Río Grande del Norte, Tocantins, Ceará y Paraíba.
La especie crece principalmente en el bioma tropical seco de temporada, a elevaciones que varían entre 200 y 1000 metros sobre el nivel del mar. Se adapta a una amplia variedad de suelos, lo que le permite habitar distintos tipos de terrenos, como suelos arenosos y pedregosos.

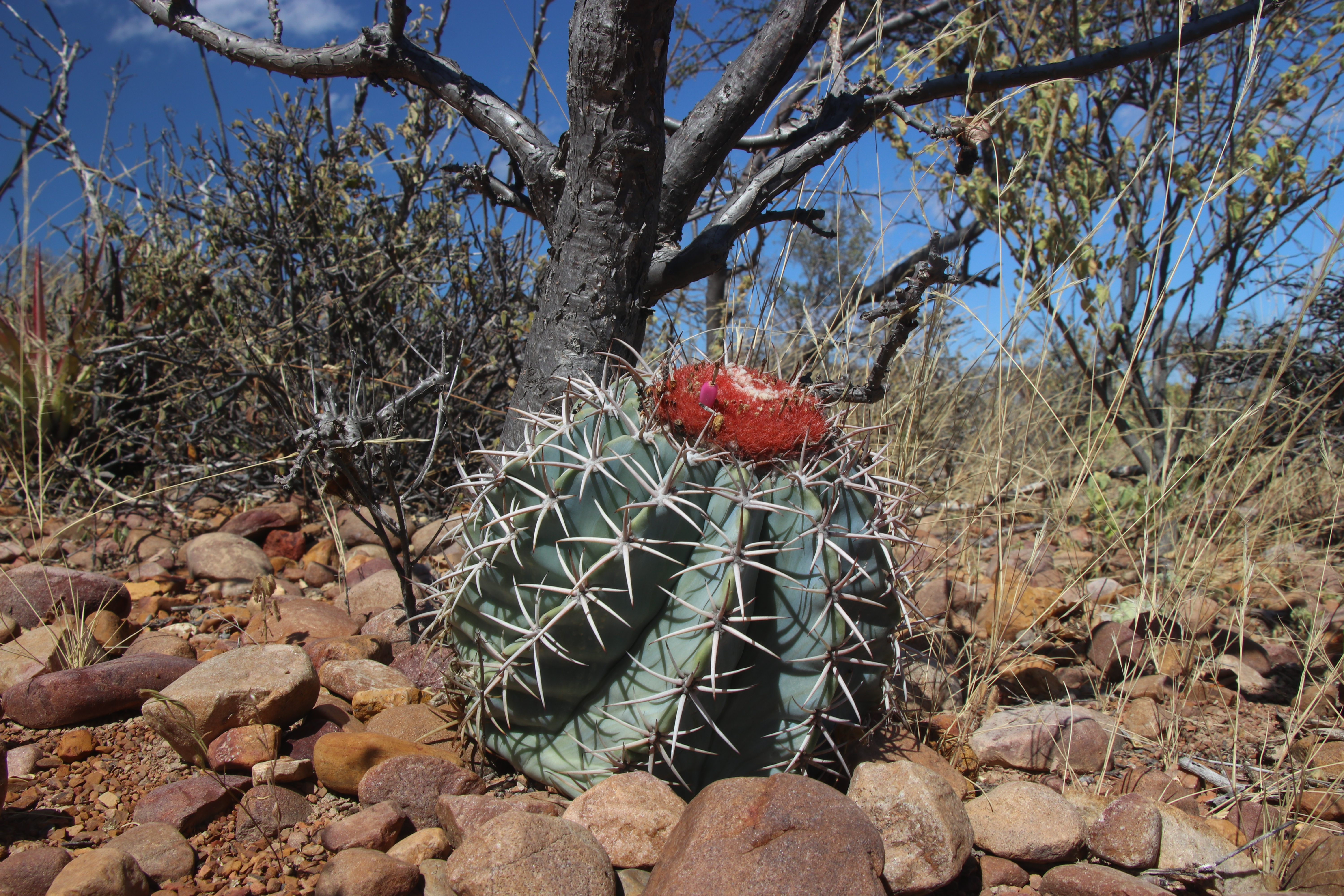
Espécimen en su hábitat (Bahía)

Es frecuente encontrar esta especie en formaciones rocosas compuestas de piedra caliza, granito, gneis, areniscas, cuarzo y otras rocas cristalinas. La planta suele crecer en grietas estrechas de rocas sólidas, donde sus raíces se anclan y aprovechan la escasa humedad disponible. Estas condiciones son comunes en regiones áridas, donde el agua de lluvia se filtra o evapora rápidamente, lo que hace que la planta esté adaptada a la escasez hídrica.
Además, esta especie es considerada un indicador del bioma de la Caatinga, una ecorregión exclusiva del noreste de Brasil. La Caatinga se caracteriza por su clima semiárido, vegetación xerófila y largas estaciones secas. Estas condiciones extremas y de alta insolación convierten a esta cactácea en un ejemplo representativo de las especies que han evolucionado para sobrevivir en ambientes con pocos recursos hídricos.

## Ecología
La característica más destacada de esta especie es su cefalio, una estructura lanosa que continúa desarrollándose a lo largo de toda la vida de la planta. A diferencia del cuerpo principal, que deja de crecer cuando comienza a formarse el cefalio, este último no aumenta en circunferencia con el tiempo, sino que se alarga de manera continua. El cefalio tiene una función protectora: resguarda el extremo apical —la parte más sensible de la planta— frente a las bajas temperaturas nocturnas y la intensa radiación ultravioleta. Además de su función protectora, se considera que el cefalio desempeña un papel importante en la atracción de polinizadores, ya que suele ser muy vistoso incluso antes de que aparezcan las flores.
En cuanto a la reproducción, los frutos de esta planta pueden permanecer adheridos a las espinas del cefalio, conteniendo en su interior las semillas. Se ha propuesto que estas semillas permanecen latentes hasta la muerte de la planta madre, momento en el cual disponen de materia orgánica suficiente para germina. Esta estrategia adaptativa resulta crucial en los ambientes extremadamente hostiles donde habita esta especie.

## Taxonomía
La primera descripción de esta especie fue como Cactus zehntneri, publicada en 1922 por los botánicos estadounidenses Nathaniel Lord Britton y Joseph Nelson Rose en el libro The Cactaceae; descriptions and illustrations of plants of the cactus family 3: 236.
Más tarde, el botánico alemán Philipp von Luetzelburg trasladó la especie al género Melocactus, por lo que pasó a llamarse Melocactus zehntneri. Registró estos cambios en el libro Estudo Botanico Nordéste 3: 111, publicado en 1926.
Etimología
- Melocactus: nombre genérico formado a partir de las palabras griegas mēlon («melón») y kaktos («cardo» o «planta espinosa»), en alusión al tamaño y la forma del cuerpo de la planta, parecidos a los de un melón.[11]
- zehntneri: epíteto específico otorgado en honor al biólogo suizo Leo Zehntner (1864-1961).[12]

Sinonimia
- Cactus zehntneri Britton & Rose, 1922 (basónimo)
- Melocactus arcuatispinus Brederoo & Eerkens, 1983
- Melocactus canescens F.Ritter, 1979
- Melocactus canescens var. montealtoi F.Ritter, 1979
- Melocactus curvicornis Buining & Brederoo, 1972
- Melocactus douradaensis Hovens & Strecker, 1984
- Melocactus giganteus Buining & Brederoo, 1973
- Melocactus helvolilanatus Buining & Brederoo, 1976
- Melocactus macrodiscus Werderm, 1932
- Melocactus saxicola Diers & Esteves, 1984
- Melocactus zehntneri var. ananas Rizzini, 1982
- Melocactus zehntneri subsp. arcuatispinus (Brederoo & Eerkens) P.J.Braun & Esteves, 2001 publ. 2002
- Melocactus zehntneri subsp. canescens (F.Ritter) P.J.Braun, 1988
- Melocactus zehntneri var. curvicornis (Buining & Brederoo) P.J.Braun, 1988
- Melocactus zehntneri subsp. douradaensis (Hovens & Strecker) P.J.Braun & Heimen, 2020
- Melocactus zehntneri f. douradaensis (Hovens & Strecker) Delanoy, 2004
- Melocactus zehntneri var. viridis F.Ritter, 1979

## Estado de conservación

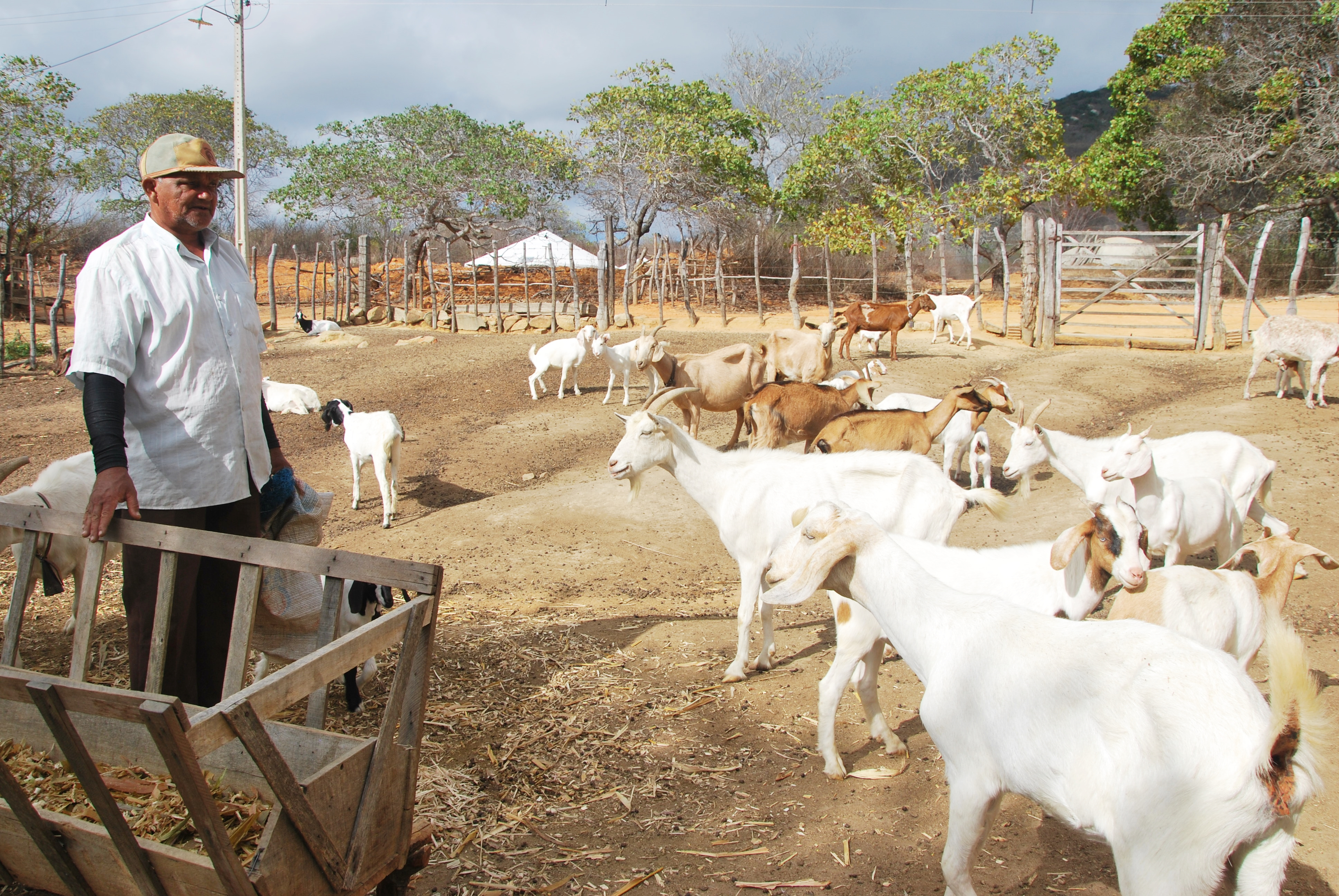
Ganadería caprina en Brasil (CEPES), responsable en gran medida de la alteración del entorno natural de la especie.

Según la Lista Roja de Especies Amenazadas de la Unión Internacional para la Conservación de la Naturaleza (UICN), Melocactus zehntneri está clasificada como una especie bajo preocupación menor (Least Concern, LC), debido a su amplia distribución y la presencia de numerosas subpoblaciones.
Sin embargo, la especie enfrenta amenazas significativas, principalmente por la pérdida y degradación de su hábitat. Las actividades humanas como la agricultura, la ganadería y la recolección de leña contribuyen a la alteración de su entorno natural. Además, la extracción ilegal de ejemplares para el comercio ornamental representa una presión adicional sobre sus poblaciones silvestres.
A pesar de su estado actual de conservación, es fundamental implementar medidas de protección y manejo sostenible para asegurar la supervivencia a largo plazo en su hábitat natural.

## Importancia económica y cultural
Melocactus zehntneri tiene una amplia variedad de usos tradicionales y actuales. Se destaca principalmente en la medicina popular, aunque también se emplea con fines científicos, alimentarios, forrajeros, ornamentales y en contextos místico-religiosos.

### Medicina tradicional
Varios estudios etnobotánicos han documentado su uso en el tratamiento de diversas afecciones. La pulpa del tallo se utiliza comúnmente para aliviar problemas respiratorios, como gripe, bronquitis, inflamación de la garganta y tos ferina. Además, se emplea en casos de debilidad física y para facilitar la «limpieza uterina» después del parto.
Otros usos medicinales incluyen el tratamiento de cólicos, problemas intestinales y dolencias relacionadas con los cambios climáticos, conocidas popularmente como «problemas del tiempo».

### Aplicaciones científicas y potencial farmacológico
El género Melocactus se caracteriza por la presencia de una combinación compleja de compuestos bioactivos, entre los que se encuentran aceites esenciales, flavonoides, esteroides, terpenoides, alcaloides, carbohidratos y aminoácidos.

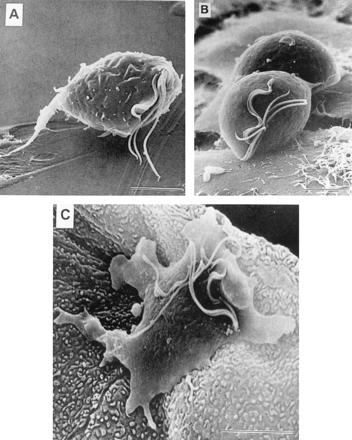
Trichomonas vaginalis en una imagen de microscopio electrónico. Se ha comprobado que alcaloides procedentes de extractos de M. zehntneri muestran actividad contra este parásito.

Investigaciones científicas han comenzado a explorar el potencial farmacológico de esta especie. Por ejemplo, la extracción mediante fluidos supercríticos de ejemplares jóvenes de M. zehntneri permitió obtener una fracción rica en alcaloides, posiblemente del tipo fenetilamina, que mostró actividad contra Trichomonas vaginalis y células de melanoma maligno vaginal humano. Además, se evaluaron diferentes extractos de la pulpa de la planta sobre la viabilidad celular en la línea de fibroblastos murinos NIH/3T3. Los extractos obtenidos con etanol, metanol y agua presentaron efectos leves, mientras que el extracto con cloroformo mostró actividad citotóxica, reduciendo la viabilidad celular hasta un 68%. En contraste, los extractos de hexano y el extracto acuoso final no evidenciaron efectos significativos.
Asimismo, en estudios con otras especies del género, como M. bellavistensis, el extracto alcaloide evaluado en ratas Holtzmann inducidas con dimetilhidrazina (DMH) no mostró la aparición de neoplasias a dosis de 1,5 y 10 mg/kg, lo que sugiere una baja toxicidad en condiciones experimentales.
Estos resultados destacan el interés creciente por Melocactus zehntneri como fuente potencial de compuestos bioactivos, tanto para aplicaciones terapéuticas como para el desarrollo de futuras investigaciones científicas.

### Uso alimentario y forrajeo

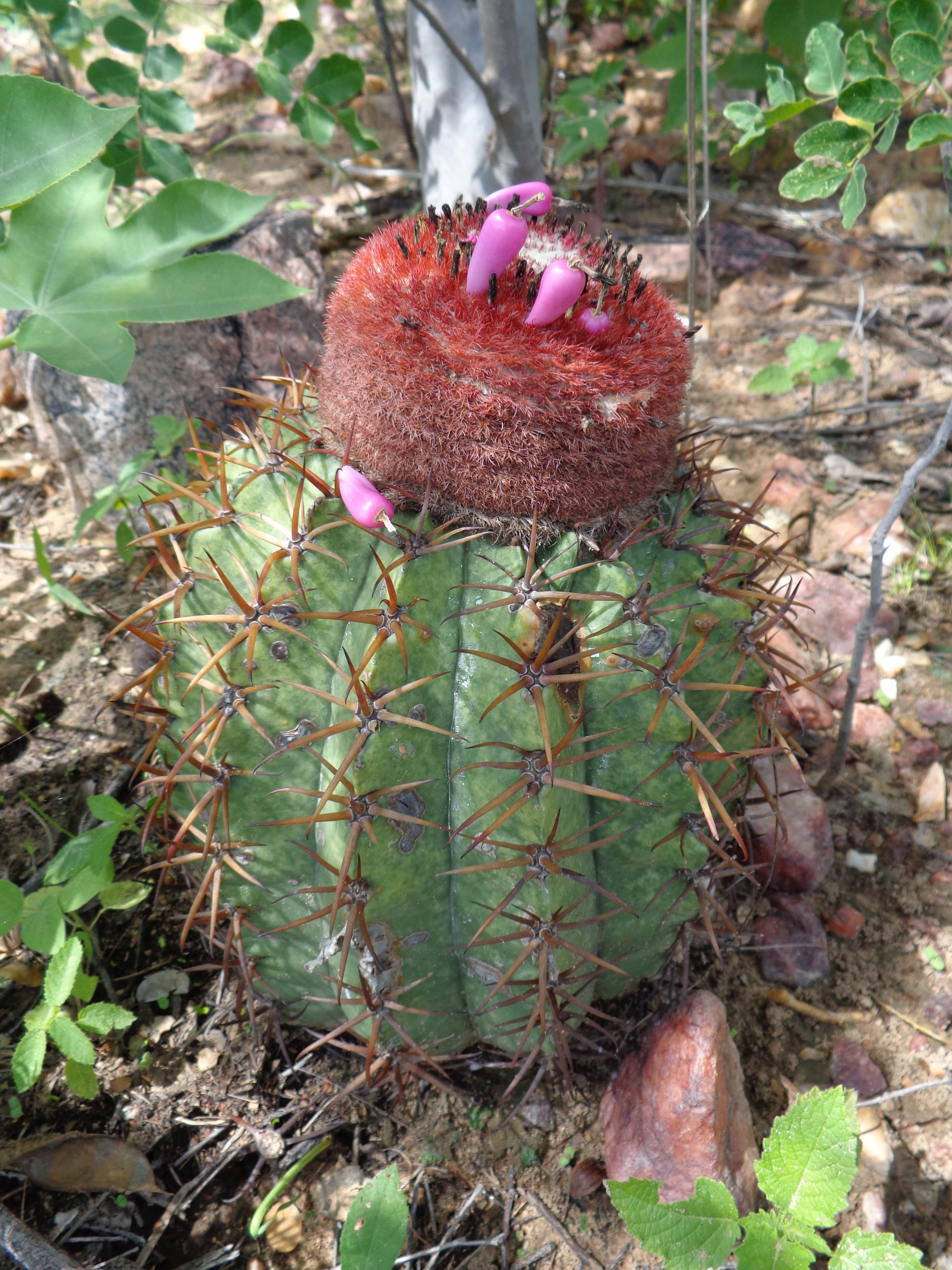
Detalle de los frutos de color rosa

El fruto de M. zehntneri constituye un recurso alimenticio aprovechado tradicionalmente por comunidades del noreste de Brasil. Consumido de forma natural, este fruto se valora por su sabor y alto contenido de agua, lo que lo convierte en un alimento útil en regiones áridas y de clima extremo. Además de su consumo directo, el fruto se emplea en la preparación de dulces artesanales, como conservas y compotas, que forman parte de la gastronomía local y tienen un importante valor cultural.
Estudios etnobotánicos realizados en la región semiárida del estado de Pernambuco han documentado su uso dentro de la dieta de subsistencia, especialmente en tiempos de escasez de otros recursos alimentarios.
Además, en contextos de sequía, el tallo carnoso de la planta también puede utilizarse para alimentar al ganado, especialmente en sistemas de producción extensiva en áreas donde la vegetación es escasa o de baja disponibilidad estacional. Esta práctica resalta la capacidad de adaptación de la especie a ambientes semiáridos, lo que la convierte en una alternativa viable como suplemento alimenticio para el ganado durante períodos críticos.

### Uso ornamental

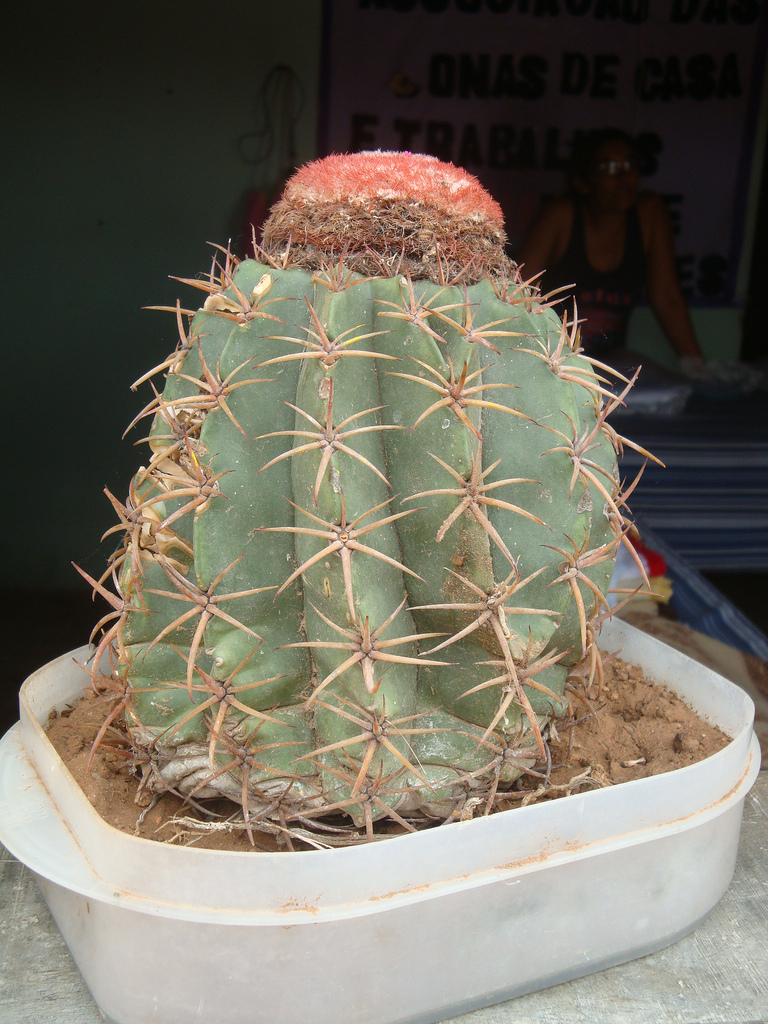
Cultivo en tiesto de plástico

Esta especie de cactus se cultiva principalmente por su valor ornamental y se propaga exclusivamente por semillas. La germinación comienza generalmente entre febrero y marzo, utilizando un suelo ligero, arenoso y poroso. Se recomienda cubrir la bandeja de germinación con cristal para evitar que las semillas se sequen y mantener una temperatura constante entre 18 y 22 °C para asegurar el éxito en la germinación.
Respecto al cultivo, esta planta no es adecuada para principiantes debido a su sensibilidad a las condiciones ambientales. Crece activamente de abril a octubre, pero requiere un manejo cuidadoso del riego. Aunque es originaria de regiones tropicales, el cactus no tolera largos períodos de sequedad extrema ni el exceso de agua, ya que su sistema radicular no es eficiente para absorber agua del suelo húmedo. Por lo tanto, es necesario permitir que el suelo se seque adecuadamente antes de regar nuevamente, evitando así el riesgo de pudrición. La planta debe colocarse en un lugar donde reciba luz brillante, pero no tan intensa como la de los cactus de zonas más áridas.
Durante el invierno, la planta entra en un período de descanso desde octubre hasta abril. No tolera temperaturas frías ni temperaturas relativamente frescas, por lo que es esencial mantenerla a una temperatura mínima de entre 8 y 12 °C. Temperaturas más bajas pueden causar daños graves o incluso la muerte de la planta.

### Uso cultural y simbólico
En algunas localidades del estado de Sergipe, se cree que la planta posee propiedades protectoras contra influencias negativas, como el «mal de ojo» o la presencia de espíritus malignos. Por ello, es común encontrar ejemplares plantados en jardines, patios y espacios domésticos con la intención de alejar energías indeseadas y brindar protección espiritual al hogar. Además, se utiliza en prácticas místico-religiosas, donde su presencia en rituales y ceremonias refuerza su relevancia como planta simbólica dentro del contexto cultural local.

### Otros usos
En el estado de Sergipe, las comunidades tradicionales han usado el cefalio como material de relleno para cangalhas, unas estructuras que sirven para transportar carga con mulas y burros en el Sertão brasileño.